# Chruścińskie
Chruścińskie – mała wieś sołecka w Polsce położona w województwie łódzkim, w powiecie pajęczańskim, w gminie Kiełczygłów.
W latach 1975–1998 miejscowość administracyjnie należała do województwa sieradzkiego. Chruścińskie zamieszkuje około 100 mieszkańców.